# 마천마을 사람들
《마천마을 사람들》은 한국방송공사 1TV 특집드라마이다. 실제 아시아나항공 733편 추락 사고에 관하여, 운거산 인근 232m 지점에 많은 인명 피해를 발생하여 바탕한 것이다.

## 제작진
- 극본 : 박구홍
- 연출 : 전세권

## 출연진
- 권성덕
- 안병경
- 안해숙
- 윤유선
- 정동환